# Bloomberg News
Bloomberg News (originalno Bloomberg Business News) je međunarodna novinska agencija sa sedištem u Njujorku i odeljenje Bloomberg L.P. Sadržaj koji proizvode Blumberg vesti se distribuira preko Blumberg terminala, Blumberg televizije, Blumberg radija, Blumberg biznisvika, Blumberg marketa, Bloomberg.com i Blumbergovih mobilnih platformi. Od 2015. godine, Džon Majkltvejt je glavni i odgovorni urednik.

## Spoljašnje veze
- Bloomberg News – official website (Subscription needed to read articles)
- Bloomberg.com – official Bloomberg L.P. website
- Bloomberg Politics – official politics website (Subscription needed to read articles)
- Hoover's Bloomberg L.P. Company profile